# Alfabeto bulgaro

L'alfabeto bulgaro è composto da 30 lettere in cirillico.
L'antico alfabeto bulgaro è l'alfabeto cirillico, noto anche come Alfabeto cirillico arcaico. Questo alfabeto sta subendo dei cambiamenti, ma è stato utilizzato per quasi un millennio. Il primo tentativo di riformare l'ortografia bulgara nella storia è stato fatto da Eutimio di Tărnovo. Solo durante il Risorgimento bulgaro fu creato uno standard ortografico.
Negli anni '30 dell'Ottocento, sotto la pressione del sofisticato alfabeto cirillico russo di Pietro il Grande, si formò una moderna ortografia bulgara. Nel 1835, diversi libri bulgari furono pubblicati in Kragujevac, tra cui "Bulgarian Grammar" di Neofit Rilski.
Nel 1869 fu fondata a Brăila la Società letteraria bulgara, che divenne l'Accademia bulgara delle scienze. Per esigenze letterarie in quel momento apparve spontaneamente la prima ortografia moderna intitolata a Marin Drinov.
La prima grafia ufficiale risale al 1899, ad opera del governo di Todor Ivanchov. Ci sono state diverse riforme ortografiche dalla prima guerra mondiale. Dopo la seconda guerra mondiale, è stata eseguita l'ultima riforma dell'ortografia della lingua bulgara, che conferisce l'aspetto moderno dell'ortografia bulgara utilizzata fino al 2021.